# یوغورت‌یمز (اخلاط)
یوغورت‌یمز (به ترکی استانبولی: Yoğurtyemez) یک منطقهٔ مسکونی در ترکیه است که در اخلاط واقع شده‌است. یوغورت‌یمز ۳۳۲ نفر جمعیت دارد.